# Großglockner Ultra-Trail
Der Großglockner Ultra-Trail (abgekürzt GGUT) ist ein Ultramarathon in Österreich. Er führt mit Start und Ziel in Kaprun weitgehend auf Wanderwegen rund um den Großglockner.

Erstmals 2015 ausgetragen, ist er mit einer Streckenlänge von 110 km und rund 6500 positiven Höhenmetern einer der anspruchsvollsten Bergmarathons in Österreich.

## Strecke
Die gesamte Route verläuft mit wenigen Ausnahmen auf bestehenden Naturwegen. Von Kaprun aus wird der Großglockner umrundet. Stausee Mooserboden, Kapruner Törl, Rudolfshütte, Kalser Tauernhaus, Pfortscharte, Stausee Margaritze, Glocknerhaus und Fusch bilden weitgehend bekannte Anhaltspunkte. Das Zeitlimit für eine gültige Wertung beträgt 29 Stunden. Der Streckenrekord von 14:25:41 wurde 2018 aufgestellt. Bei erfolgreicher Teilnahme werden fünf Punkte nach Kriterien der ITRA vergeben.

### Alternative Bewerbe
Es besteht auch die Möglichkeit, die Strecke auf verkürzter Strecke oder im Team zu bestreiten:
- Osttirol Trail („OTT 80“): von Enzingerboden über das Glocknerhaus nach Kaprun, somit 84 km und 5000 Höhenmeter (5 ITRA-Punkte)
- Großglockner Trail („GGT 55“): führt von Kals am Großglockner nach Kaprun, somit 57 km und 3500 hm (3 ITRA-Punkte)
- Weissee Gletscherwelt Trail („GWT 35“): von Enzingerboden über das Kapruner Törl nach Kaprun, somit 37 km und 1500 Höhenmeter (2 ITRA-Punkte)
- Kaprun Scenic Trail („KST 15“): durchs Kapruner Tal, somit 16 km und 1000 Höhenmeter (neu ab 2023)
- GGUT 110 | 2: die Ultra-Strecke zu zweit mit Wechsel in Kals am Großglockner, somit 48 km mit 2700 hm und 62 km mit 3800 hm (jeweils 3 ITRA-Punkte)

Das Reglement sieht vor, dass die Teilnehmer über persönliche Autonomie im Gebirge verfügen müssen. Je nach Bewerb ist das Mittragen einer Pflichtausrüstung verpflichtend.
Durch Streckenanpassungen und Änderungen der Laufrichtung sind die Zeiten nicht miteinander vergleichbar.

### Siegerlisten

#### Grossglockner Ultra Trail
| Jahr | Männer                                    | Zeit     | Frauen            | Zeit     | Bemerkung                                                  |
| ---- | ----------------------------------------- | -------- | ----------------- | -------- | ---------------------------------------------------------- |
| 2022 | Alexander Marcel Westenberger             | 14:35:06 | Basilia Förster   | 20:09:23 |                                                            |
| 2021 |                                           |          |                   |          | Wegen hoher Gewitterwahrscheinlichkeit nicht durchgeführt  |
| 2019 | Florian Grasel -2-                        | 14:40:14 | Eva-Maria Sperger | 16:03:13 | Wegen drohender Unwetter Rennabbruch nach knapp 17 Stunden |
| 2018 | Thomas Farbmacher                         | 14:25:41 | Kristin Berglund  | 17:03:15 |                                                            |
| 2017 | Gerald Fister -2- und Klaus Gösweiner -2- | 15:03:45 | Juliette Blanchet | 18:43:07 |                                                            |
| 2016 | Gerald Fister und Florian Grasel          | 15:13:36 | Kristin Berglund  | 17:27:49 |                                                            |
| 2015 | Klaus Gösweiner                           | 16:47:56 | Anna Straková     | 21:37:16 |                                                            |

#### Osttirol Trail(vormals „Grossglockner Trail“, 75km)
| Jahr | Männer            | Zeit    | Frauen                | Zeit     | Bemerkung                        |
| ---- | ----------------- | ------- | --------------------- | -------- | -------------------------------- |
| 2022 | Jordi Gamito Baus | 9:50:07 | Marie-Luise Mühlhuber | 11:46:12 |                                  |
| 2021 | Daniel Jung       | 8:52:24 | Esther Fellhofer      | 11:13:24 |                                  |
| 2019 | Jordi Gamito Baus | 4:43:39 | Julia Arend           | 6:13:51  | Wetterbedingt verkürzt auf 50 km |
| 2018 | Hannes Namberger  | 8:01:38 | Meryl Cooper          | 11:07:27 |                                  |

#### Großglockner Trail (vormals „Kalser Tauern Trail“, 50km)
| Jahr | Männer                       | Zeit    | Frauen                | Zeit    |
| ---- | ---------------------------- | ------- | --------------------- | ------- |
| 2022 | Konstantinos Paradeisopoulos | 5:35:29 | Iryna Glushauskaite   | 7:45:09 |
| 2021 | Andreas Reiterer             | 5:22:57 | Emmiliese von Clemm   | 6:55:02 |
| 2019 | Jiri Cipa                    | 4:19:28 | Anna Comet            | 5:28:08 |
| 2018 | Flo Reichert                 | 4:37:13 | Irén Tiricz           | 5:35:59 |
| 2017 | Markus Stock -2-             | 4:47:49 | Sandra Koblmüller -2- | 5:37:36 |
| 2016 | Markus Stock                 | 4:48:21 | Sandra Koblmüller     | 5:42:25 |
| 2015 | Jim Man                      | 5:33:12 | Kerstin Erdmann       | 7:02:05 |

#### Weissee Gletscherwelt Trail (vormals „Weissee Gletscherwelt Trail“, 30km)
| Jahr | Männer             | Zeit    | Frauen             | Zeit    |
| ---- | ------------------ | ------- | ------------------ | ------- |
| 2022 | Josef Grundbichler | 3:55:07 | Andrea Zogsberger  | 4:53:53 |
| 2021 | André Purschke     | 3:44:29 | Eli Anne Dvergsdal | 4:05:16 |
| 2019 | Tomas Hudec        | 2:38:38 | Sandra Koblmüller  | 3:16:49 |
| 2018 | Christian Kreidl   | 2:49:27 | Marcela Vasinova   | 3:35:24 |
| 2017 | Matthias Baur      | 2:56:18 | Johanna Erhart -2- | 3:34:15 |
| 2016 | Jan Mrazek         | 2:57:25 | Johanna Erhart     | 3:17:15 |

## Sonstiges
Die Teilnahme am Grossglockner UltraTrail erfordert die erfolgreiche Beendigung eines Qualifikationslaufes mit mindestens zwei Punkten nach Kriterien der ITRA innerhalb der zwei vorangegangenen Jahren.
Für eine erfolgreiche Teilnahme innerhalb der vorgegebenen Zeiten werden für den Grossglockner Ultra-Trail fünf, den Osttirol Trail vier,  den Grossglockner Trail drei und den Weissee Gletscherwelt Trail zwei ITRA/UTMB-Punkte vergeben.

2020 wurde die ursprünglich für den 24. Juli geplante Veranstaltung aufgrund der COVID-19-Pandemie abgesagt.

Die nächste Veranstaltung ist von 27. bis 30. Juli 2023 geplant.